# Stazione di Quiliano-Vado Ligure
La stazione di Quiliano-Vado Ligure è una fermata ferroviaria posta lungo la linea Genova-Ventimiglia, al servizio dei comuni di Quiliano e Vado Ligure.

## Storia

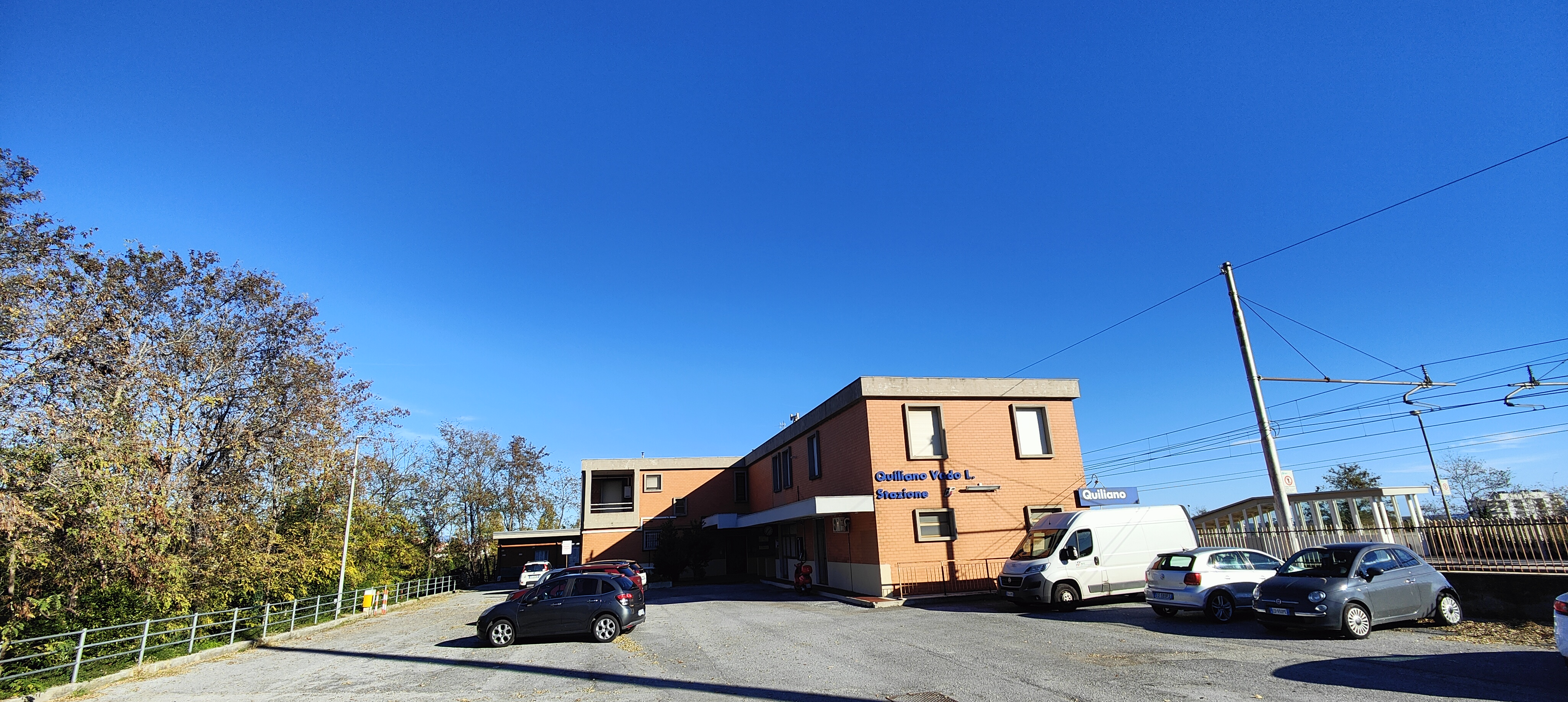
Lato ingresso per la stazione in via Diaz (Valleggia-Quiliano SV)

La fermata venne aperta nel 1977, sostituendo la precedente, in concomitanza col nuovo tratto a doppio binario da Finale Ligure a Genova.

## Movimento
La stazione è servita dalle relazioni regionali Trenitalia svolte nell'ambito del contratto di servizio stipulato con la Regione Liguria.